# Qanat van Palermo

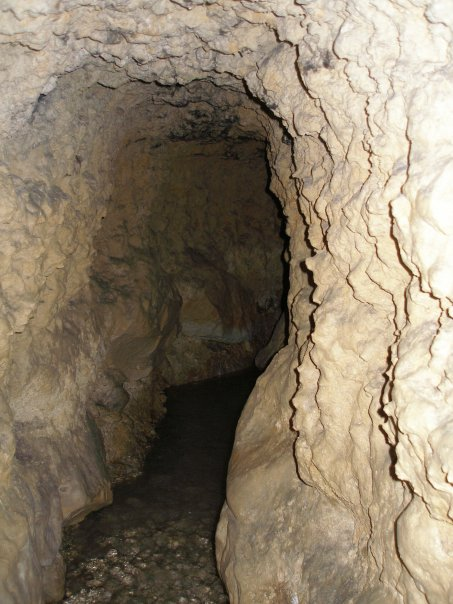
Qanat van Palermo

De qanat of qanaten van Palermo is een 10e-eeuws onderaards kanalensysteem om drinkwater van de bergen naar de stad Palermo, Sicilië, te voeren.

## Beschrijving
Het was Hassan al-Kalbi, emir van Sicilië en stichter van de dynastie der Kalbiden, die deze Arabische techniek invoerde: qanaten waren immers bekend bij Arabieren en Perzen. Onder het Arabisch bestuur van Sicilië nam de bevolking in Palermo belangrijk toe. Vandaar was er nood aan waterbevoorrading. Dit werd een eeuw later zo beschreven door Muhammad al-Idrisi. Dankzij de qanat kreeg Palermo drinkwater, alsook water voor de fonteinen en bassins in wat later het koninklijk domein der koningen van Sicilië werd. Ook fonteinen aan het kasteel La Zisa en Uscibene werd door de qanat bevloeid. Enkele takken dienden om de riolen van de stad te doorspoelen.
Het is niet uitgesloten dat, na het Arabisch bestuur, de Normandische vorsten van Sicilië de qanaten nog verlengd hebben.
Het netwerk van qanaten bleef meerdere eeuwen functioneren. Een goed bewaard deel van de qanat bevindt zich onder het voormalige jezuïetenklooster La Vignicella, tegenwoordig op het terrein van een psychiatrisch ziekenhuis. De qanat is hier 60 cm breed en 4 meter hoog. Van hieruit zijn er meerdere aftakkingen.